# Stefan Weber (Kommunikationswissenschaftler)

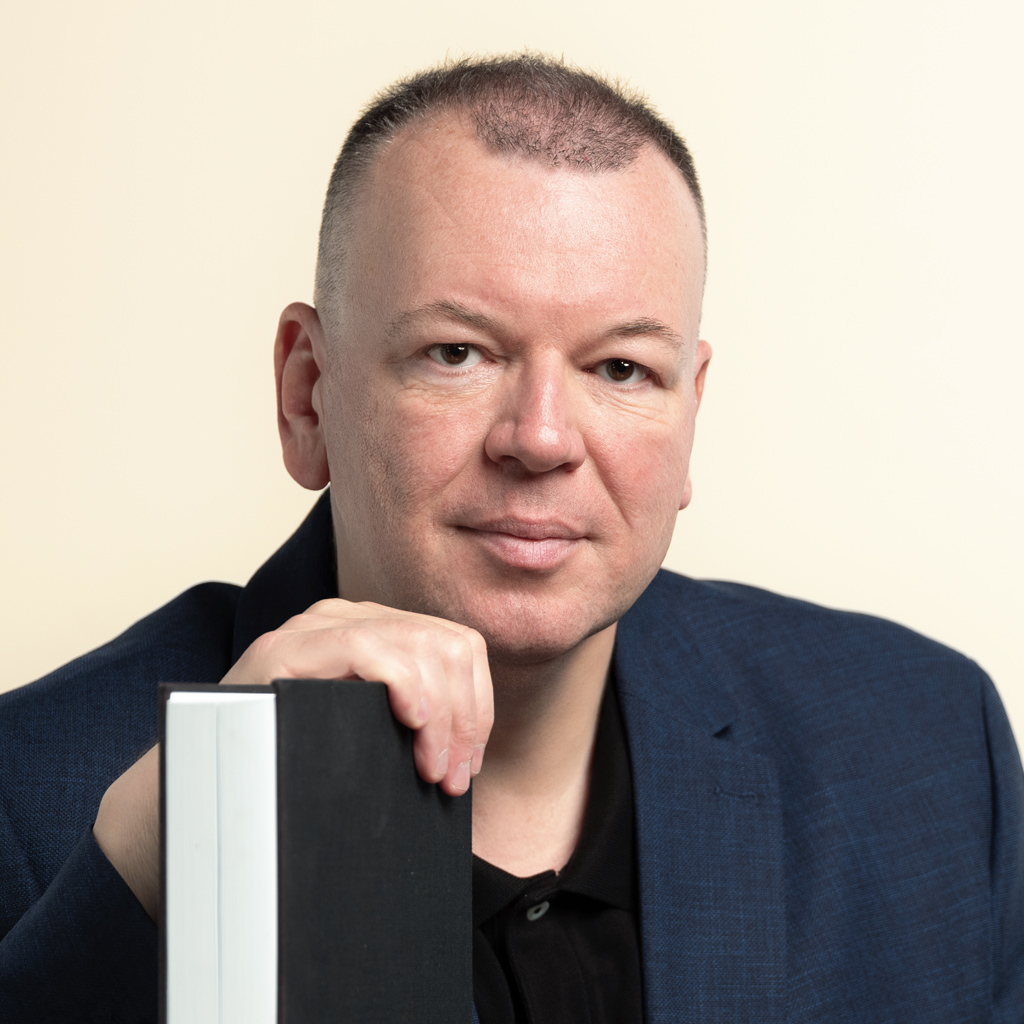
Stefan Weber, 2025

Stefan Weber (* 14. Juni 1970 in Salzburg) ist ein österreichischer Kommunikationswissenschaftler und Publizist, der sich mit der Aufdeckung von Plagiaten befasst. In den Medien wird er aufgrund seiner Gutachter- und Recherchetätigkeit und der von ihm infolgedessen öffentlich erhobenen Plagiatsvorwürfe häufig als „Plagiatsjäger“ bezeichnet. Einige von Weber erhobene Vorwürfe führten zur Aberkennung akademischer Grade und zu Rücktritten von Politikern, andere wurden als unbegründet abgewiesen.

## Leben
Weber studierte von 1989 bis 1996 Publizistik- und Kommunikationswissenschaft an der Universität Salzburg, wo er 1996 mit einer von Peter A. Bruck betreuten Dissertation mit dem Titel Konstruktivismus, Neurophilosophie und Medientheorie – zur Ent-Dualisierung des Erkennens zum Dr. phil. promoviert wurde.
In Salzburg arbeitete er als Journalist und Universitätslektor. 2002 war er Lehrbeauftragter an der Universität Klagenfurt. 2005 habilitierte er sich am Institut für Publizistik- und Kommunikationswissenschaft der Universität Wien zu Medien- und Kommunikationstheorien.
Weber war externer Lehrbeauftragter an der Technischen Universität Wien. Bei der Research Studios Austria Forschungsgesellschaft war er Senior Researcher für den Bereich Smart Media for Science. Er versuchte mehrfach, österreichische Universitäten davon zu überzeugen, ihm eine Professur für „gute wissenschaftliche Praxis“ einzurichten.
Im September 2023 erschien Webers Buch Auf „Plagiatsjagd“. Im Buch argumentiert Weber, im Wissenschaftssystem gehe es nicht mehr um Qualifikationen, sondern um Zufälle, Kontakte und Geschlecht. Außerdem wirft Weber drei Hochschullehrern vor, seine eigene weitere akademische Karriere verhindert zu haben. Darunter nennt er Wolfgang Donsbach, der eine Stiftungsprofessur verhindert habe, für die Weber nach eigenen Angaben 500.000 Euro bei einem privaten Mäzen eingeworben habe.

## Wirken als Plagiatsexperte
2005 entdeckte Weber, dass ein deutscher Lehrer 2004 knapp die Hälfte seiner Dissertation an der Universität Tübingen weitgehend wörtlich aus Webers eigener Dissertation aus dem Jahr 1996 übernommen hatte, nachdem dieser ihn selbst auf Übernahmen aufmerksam gemacht hatte. Weber wurde daraufhin publizistisch aktiv, um auf Plagiatsprobleme an Universitäten aufmerksam zu machen. Dem Plagiator wurde im Juli 2005 der Doktorgrad aberkannt, 2007 erfolgte seine strafrechtliche Verurteilung.
Seit Juni 2010 publiziert Weber in seinem Blog für wissenschaftliche Redlichkeit (ISSN 2197-6449), in dem er unter anderem Plagiatsfälle kommentiert, aber auch selbst Plagiatsvorwürfe erhebt. Auf seiner Website bietet er zudem neben „Lebenslauf-Screenings“ und „Plagiat-Checks“ auch dazugehörige Presse- und Öffentlichkeitsarbeit an, wobei die Auftraggeber anonym bleiben können. Laut Recherchen des Falter kam 2011 ungefähr ein Drittel der Anfragen von Anwaltskanzleien. Laut einem Bericht von Zeit Campus sind die meisten Fälle, die Weber begutachtet, keine Prominenten, „sondern Unbekannte, denen Neider, Konkurrenten oder sonstige Feinde einen Imageschaden zufügen wollen.“ Für eine Plagiatsprüfung erhalte er durchschnittlich 3000 Euro. Zur Plagiatsprüfung verwendet Weber unter anderem die Software Turnitin.
2022 wurde bekannt, dass ein von Weber an der TU Wien für einen Zeitraum von sieben Jahren geplantes und vom österreichischen Bildungsministerium bewilligtes Forschungsprojekt namens Forschungsschwerpunkt Gute Wissenschaftliche Praxis nicht zustande kam. 2021 gründete Weber mit Markus Haslinger die Arbeitsgemeinschaft „Gute wissenschaftliche Praxis im Wandel“ (ARGE GWP) der Österreichischen Forschungsgemeinschaft (ÖFG). Ende 2022 wurde bekannt, dass Weber ihr nicht weiter angehören wird. Der Kurier und der Standard deuteten die Entscheidungen in Zusammenhang mit Webers Plagiatsvorwürfen gegen Innenminister Gerhard Karner (ÖVP).
Weber arbeitete an der 2023 veröffentlichten „IHS-Plagiatsstudie“ mit, distanzierte sich jedoch davon, da sie die Diskussion in Österreich um 15 Jahre zurückfallen lasse und das Plagiat für die Studie kein Bildungsproblem, sondern ein Imageproblem der Hochschulen zu sein scheine.
Nach von Weber öffentlich gemachten Vorwürfen wurden 13 Personen akademische Grade entzogen. Weber hat nach eigenen Angaben etwa 500 Arbeiten überprüft (Stand: 2024). Er hat ein angemietetes Büro in den Räumen der Universität Salzburg und wird von Honorarkräften unterstützt, darunter Detektive, Informatiker und Wissenschaftler.

## Plagiatsvorwürfe
Stefan Weber erhob Plagiatsvorwürfe oder Vorwürfe sonstigen wissenschaftlichen Fehlverhaltens gegen mehrere in der Öffentlichkeit stehende Personen und Institutionen (chronologisch geordnet):
- Johannes Hahn (ÖVP): Größeres mediales Aufsehen erregten zunächst die Vorwürfe gegen den damaligen österreichischen Wissenschaftsminister Johannes Hahn im Jahr 2007, er habe in seiner Dissertation „seitenweise unzitiert abgeschrieben“.[26] Die Universität Wien beauftragte Peter Schulthess (Universität Zürich) mit einem Gutachten, das Hahn bezüglich der kritisierten Stellen entlastete.[27] 2011 erhielt Weber von Peter Pilz den Auftrag,[28] die gesamte Doktorarbeit Hahns – mittlerweile EU-Kommissar – zu überprüfen. In seinem Gutachten erhebt Weber aufgrund weiterer Fundstellen erneut Plagiatsvorwürfe.[29] Hahn bezeichnete es als „politisch motivierte Auftragsarbeit, aufgrund des bekannten Aktionismus wenig überraschend und nicht maßgeblich“.[30]
- Peter Weibel: Da der Medienkünstler Peter Weibel in seinem Lebenslauf immer wieder eine von ihm geschriebene Dissertation erwähnte,[31] ohne selbst den ihm von anderer Seite fälschlicherweise wiederholt zugeschriebenen Doktorgrad als Namensbestandteil zu führen, bezeichnete Weber 2010 diesen – als Beispiel für eine „perfekte Lebenslüge“ geschilderten – Sachverhalt in seinem Blog ironisch als „Das Weibelsche Dissertations-Doktorats-Paradoxon“ und stellte die Frage, ob „eigentlich eine nicht-eingereichte Dissertation schon eine Dissertation“ sei.[32]
- Peter Pilz (Grüne): Nach Präsentation des Gutachtens über Johannes Hahns Dissertation durch die Grünen erhob Weber den Vorwurf, die Dissertation von Peter Pilz sei ein Selbstplagiat. Pilz habe eine gemeinsam mit einem Kollegen verfasste Studie als Dissertation eingereicht, ohne das korrekt ausgewiesen zu haben.[33] Pilz wies Webers Vorwurf zurück und nannte dessen Arbeitsweise „unseriös“.[34]
- Norbert Lammert (CDU): Die Dissertation des deutschen Bundestagspräsidenten Norbert Lammert charakterisierte Weber als eindeutiges Plagiat, dessen Konsequenz nur der Entzug des Doktorgrades sein könne.[35] Nach eingehender Prüfung der Vorwürfe teilte die betroffene Ruhr-Universität Bochum jedoch mit: „In der Dissertation finden sich zwar vermeidbare Schwächen in den Zitationen, die aber den Verdacht des Plagiats oder der Täuschung keineswegs rechtfertigen“ und entschied sich, kein Plagiatsverfahren einzuleiten.[36]
- Zwei Wissenschaftlerinnen der TU Dresden: Weber erhob gegen zwei Wissenschaftlerinnen der Technischen Universität Dresden Plagiatsvorwürfe. Bei einer Betroffenen wurden diese bestätigt, führten aber nicht zur Aberkennung von akademischen Graden.[37] Im zweiten Fall widerrief Weber schließlich seine Vorwürfe und erklärte, die beanstandete Dissertation sei „kein Plagiat“.
- Christian Buchmann (ÖVP): Im Juni 2016 bezeichnete er die Dissertation des steirischen Landesrats Christian Buchmann als zu 30 Prozent abgeschrieben, eine Untersuchung wurde eingeleitet.[38] In weiterer Folge wurde Buchmann im April 2017 der Doktorgrad entzogen[39] und er reichte seinen Rücktritt vom Posten des Landesrats ein.[40]
- Bogdan Roščić: Auf Plagiatsanzeige von Stefan Weber hin leitete die Universität Wien im Frühjahr 2017 ein Verfahren gegen den designierten Direktor der Staatsoper Wien, Bogdan Roščić, ein.[41] Das Verfahren wurde gegen Ende desselben Jahres jedoch wieder eingestellt: Die mit der Prüfung von Roščićs Dissertation aus dem Jahr 1988 beauftragten externen Gutachter („ausgewiesene fachliche Experten“) waren zu der Feststellung gekommen, dass „kein wissenschaftliches Fehlverhalten“ vorliege, welches „die Aberkennung des vor knapp 30 Jahren verliehenen Doktortitels […] gerechtfertigt hätte.“[42]
- Thomas Drozda (SPÖ): Ebenfalls 2017 befasste sich Weber auch mit der Diplomarbeit des SPÖ-Politikers Thomas Drozda. Drozda, der seine an der Universität Linz entstandene Diplomarbeit dort nach Bekanntwerden von Plagiatsvorwürfen im Mai 2017 selbst zur Überprüfung vorgelegt hatte, durfte seinen Magistergrad behalten, da, wie seitens der Universität festgestellt wurde, die in der „gesetzlichen Bestimmung normierten Voraussetzungen für eine Aberkennung nicht erfüllt“ seien.[43]
- Afghanistan-Gerichtsgutachter: Im Februar 2018 erhob Weber Vorwürfe gegen den einzigen Afghanistan-Gerichtsgutachter Österreichs wegen mangelnder Wissenschaftlichkeit in einem seiner Gutachten.[44] Der Gutachter wurde im September 2018 von der Gerichtssachverständigenliste gestrichen.[45]
- Bundesinstitut für Risikobewertung: Im Jänner 2019 erhoben Weber und Ko-Autoren in einer von der Grünen/EFA-Fraktion im Europäischen Parlament in Auftrag gegebenen cx[46]-Studie Vorwürfe gegen das Bundesinstitut für Risikobewertung (BfR) wegen seines Beitrags zum Wiederzulassungsbericht für Glyphosat in Europa. Der Beitrag enthalte Plagiatsfragmente, so Weber und Ko-Autoren in der Expertise.[47][48] Das BfR bestritt in einem offenen Brief das Vorliegen von Plagiaten.[49]
- Historikerkommission der FPÖ: Im Dezember 2019 erhob er nach einer kursorischen Analyse der ersten drei Beiträge des Endberichts der Historikerkommission der FPÖ einen Plagiatsvorwurf,[50] wonach es in dem Bericht „zahlreiche Übereinstimmungen“ mit Wikipedia-Artikeln gebe.
- Axel Spörl: Der neue Chef einer Tochtergesellschaft der Burgtheater Holding, der Art for Art Theaterservice GmbH, wurde von Stefan Weber gemeinsam mit dem Kurier wenige Tage nach Spörls Jobantritt des mehrfachen Betrugs überführt: Er soll seinen Doktortitel erfunden[51] und seine Promotionsurkunde „stümperhaft“ gefälscht haben.[52] Axel Spörl trat daraufhin zurück. Später wurde bekannt, dass er auch seine Zugehörigkeit zum Judentum erfunden hatte.[53] Die Aufdeckungen in der Causa Spörl waren mit ein Grund für den Rücktritt von Kultur-Staatssekretärin Ulrike Lunacek, die für Spörls Berufung als Chef bei Art for Art verantwortlich war.
- Christine Aschbacher (ÖVP): Wegen der 2006 an der Fachhochschule Wiener Neustadt verfassten Diplomarbeit der amtierenden österreichischen Arbeitsministerin Christine Aschbacher erhob Weber am 7. Jänner 2021 Plagiatsvorwürfe.[54] Auch ihre 2020 eingereichte Dissertation an der Technischen Universität Bratislava (Defensio am 26. August 2020) wurde für Plagiate kritisiert.[55] Am 9. Jänner verkündete Christine Aschbacher ihren Rücktritt als Ministerin.[56]
- Peter Weidinger (ÖVP): Weber, der seine Auftraggeber nicht nennt, wirft laut Kronen Zeitung vom 29. Jänner 2021 Peter Weidinger (ÖVP), Nationalratsabgeordneter und Gemeinderat in Villach, in seiner Diplomarbeit „wiederholt geschickte Täuschung“ vor. In Die Kanadische Kompetenzverteilung und ihre mögliche Bedeutung für die föderalistische Debatte innerhalb der EU (Universität Graz, 2003) gäbe es 30 abgekupferte Passagen. Laut Krone hat Weidinger „mitgeteilt, dass er in einem E-Mail an die Uni Graz auf seinen akademischen Titel (Magister iuris) verzichtet und ihn mit sofortiger Wirkung zurückgelegt habe. Der Titel bedeute ihm nichts.“[57][58] Am 28. Juli 2021 wurde öffentlich, dass die Universität Graz das Verfahren gegen Weidinger eingestellt hat. Gegenüber dem ORF bestätigte die Universität, dass „mehrere externe Gutachter […] zu dem Schluss gekommen“ seien, „Weidinger habe im Jahr 2003 in seiner Diplomarbeit für das Studium der Rechtswissenschaften keine Passagen abgeschrieben“.[59] Dazu zitierte der ORF wiederum Weber mit dem Satz: „Ein Plagiatsvorwurf ist eine wahre Tatsachenbehauptung, da gibt es für mich nicht [!] zu rütteln“ und der auf „internationale Gutachter“ bezogenen Behauptung, es gebe eine „plagiatstolerante wissenschaftliche Community“; er selbst sei „noch nicht falsch gelegen bei einem Vorwurf“.[59] Weil die von Weber Anfang des Jahres mitten im Villacher Gemeinderatswahlkampf zu Unrecht gegen Weidinger erhobenen Plagiatsvorwürfe das Wahlergebnis beeinflusst hätten, forderte die Kärntner ÖVP-Landesgeschäftsführerin Julia Löschnig den „selbst ernannte[n] Plagiatsjäger“ auf, seine Auftraggeber zu nennen.[59]
- Annalena Baerbock (Bündnis 90/Die Grünen): Zwischen Juni und September 2021 warf Weber der deutschen Grünen-Kanzlerkandidatin Annalena Baerbock auf seinem Blog vor, in ihrem Buch Jetzt. Wie wir unser Land erneuern an mindestens 100 Stellen wortgleiche oder teilweise wortgleiche Sätze bzw. Teile von Sätzen aus anderen Texten zu verwenden.[60][61][62][63][64] Während deutsche Rechts- und Plagiatsexperten zuerst keinerlei Urheberrechtsverletzungen erkennen konnten, stimmten sie, nachdem Weber Anfang Juli weitere Stellen moniert hatte, zu, dass sich einige Passagen in einer „Grauzone“ befänden.[65][66] Die Plagiatsvorwürfe gegen Baerbocks Buch wurden als Grund dafür bewertet, dass ihre Kanzlerkandidatur scheiterte.[67] Baerbock kündigte zunächst an, Fußnoten zu ergänzen, zog das Buch nach der Bundestagswahl 2021 jedoch aus dem Handel zurück.[68]
- Susanne Raab (ÖVP): Stefan Weber erhob Anfang des Jahres 2022 schwere Vorwürfe gegen Frauenministerin Susanne Raab und attestierte wörtlich „zahlreiche Plagiate und Quatsch“ in einer von Raab 2009 verfassten Diplomarbeit im Fach Psychologie. Das daraus resultierte Plagiatsverfahren wurde allerdings mit September 2023 von der Universität Innsbruck eingestellt.[69]
- Armin Forstner: Für einen unbekannten Auftraggeber bezichtigte Weber im April 2022 den Landtagsabgeordneten und Bürgermeister St. Gallens, Armin Forstner, eines Plagiates in dessen Masterarbeit. Die Universität Graz beauftragte ein externes Gutachten zu den Vorwürfen, das Forstner im Mai 2023 vollständig entlastete.[70]
- Diana Kinnert (CDU): Im Mai 2022 warf Weber der Publizistin Diana Kinnert vor, in ihren 2017 und 2021 erschienenen Büchern „großflächig“ bei Publizisten wie Ulf Poschardt und Leander Scholz sowie aus Wikipedia abgeschrieben zu haben.[71][72] Ihr 2021 erschienenes Buch wurde daraufhin vom Verlag aus dem Verkauf genommen. Auf Nachfrage der Presse räumte Kinnert die Richtigkeit der Vorwürfe ein und entschuldigte sich.[73]
- Markus Kaiser (TH Nürnberg): Im Sommer 2022 sorgte ein Plagiatsvorwurf Webers gegen Journalismus-Professor Markus Kaiser für Unruhe an der TH Nürnberg.[74] Weber hatte zuvor aus Kaisers Lehrbuch Recherchieren. Klassisch – online – crossmedial (2015) mehrere Stellen veröffentlicht, die als Plagiate von Wikipedia und Der Spiegel zu werten seien.[75] In einer Reaktion warf Kaiser seinerseits Weber Fehler bei der Analyse vor, kündigte aber im Falle einer neuen Auflage des Lehrbuchs eine kritische Überprüfung an.[76]
- Michael Takacs: Im Juli 2022 veröffentlichte Weber eine Analyse der Masterarbeit von Michael Takacs, der kurz zuvor als neuer Bundespolizeidirektor in Österreich ernannt worden war. Darin sollen seitenweise verschiedene Online-Quellen plagiiert worden sein.[77] Nach mehreren Medienberichten[78] kündigte Takács eine Überprüfung seiner Arbeit an.[79]
- Matthias Graw: Zeitgleich mit Martin Heidingsfelder erhob Weber 2022 Plagiatsvorwürfe gegen den Münchner Rechtsmediziner Matthias Graw.[80] Die Prüfung der Vorwürfe durch die Ombudsstelle für gute wissenschaftliche Praxis der Universität Hamburg ergab aber, dass Graws Arbeit kein Plagiat ist.[81][82] Stattdessen war der angeblich plagiierte Sammelband Colchicine – 100 years of Research eine aufwendig produzierte Fälschung und erst nach der Dissertation entstanden. Weber entschuldigte sich daraufhin bei Graw, brachte weitere, mittlerweile von ihm ermittelte Belege dafür vor, dass der fragliche Band eine Fälschung war, und rekonstruierte den Ablauf der Rufmord-Kampagne gegen Graw.[83][84] Im Oktober 2022 wurde der mutmaßliche Auftraggeber der Plagiatsprüfer identifiziert, den Weber geheim hält.[85][86] Uwe Ebbinghaus warf Weber in der FAZ vor, in seiner Streitschrift Auf „Plagiatsjagd“ seine eigenen Fehler in der Sache herunterzuspielen.[11][87]
- Gerhard Karner (ÖVP): Am 4. Oktober 2022 wurden Plagiatsvorwürfe zur 1995 eingereichten Diplomarbeit Entscheidungsfindung beziehungsweise Entscheidungsverhalten bei der Wahl der speziellen Betriebswirtschaftslehren an der Wirtschaftsuniversität Wien des österreichischen Innenministers Gerhard Karner bekannt. Dieser soll laut Weber vom Werk Information und Kaufentscheidung von Alfred Kuß abgeschrieben und dies „nicht oder völlig unzureichend“ gekennzeichnet haben. Auch sollen laut Weber die ersten dreißig Seiten der Arbeit ein „Amalgam aus nicht oder nicht ausreichend zitierten Fremdtexten“ sein. Karner dementierte die Vorwürfe.[88] Die WU Wien stellte das Verfahren im April 2023 ein, da keine Täuschungsabsicht nachweisbar war.[89][90]
- Niki Popper: Im Jänner 2023 warf Weber dem Simulationsforscher Niki Popper vor, Teile seiner Doktorarbeit von 2015 von anderen Stellen kopiert zu haben, ohne dies anzuführen. Auch die Diplomarbeit von 2001 soll 30 Seiten kopierten Text enthalten. Popper will dies nicht ausschließen, hält diese Texte aber nicht für relevant, da es sich nur um die Angabe der physiologischen Grundlagen zu seinen mathematischen Modellen über die Lungendurchblutung, die er völlig eigenständig erarbeitet habe, handle.[91][92] Darauf leitete die zuständige Technische Universität Wien ein Plagiatsverfahren ein.[93] Beide Verfahren wurden eingestellt[94]. Ein externes Gutachten kam zu dem Ergebnis, dass keine Täuschungsabsicht vorlag. Ein ergänzendes internes Gutachten der TU hielt fest, „dass absolut kein Zweifel an der Originalität der Dissertation Niki Poppers besteht“.[95][96]
- Andreas Matthä: In seiner Monografie Auf ‚Plagiatsjagd‘ behandelte Weber auch Plagiatsvorwürfe gegen die Magisterarbeit (FH) des ÖBB-Vorstands Andreas Matthä.[97][98] Im September 2024 stellte die Fachhochschule der Wiener Wirtschaftskammer das Prüfverfahren ein.[99][100]
- Alexandra Föderl-Schmid: Im Februar 2024 beschuldigte Weber die stellvertretende Chefredakteurin der Süddeutschen Zeitung Alexandra Föderl-Schmid, in ihrer Dissertation Plagiatsfragmente verwendet zu haben. Föderl-Schmid beauftragte die Universität Salzburg mit der Prüfung ihrer Dissertation.[101] Laut Spiegel wurde Webers Recherche vom rechtspopulistischen Portal Nius finanziert.[102] Nach Kritik an seiner Vorgehensweise kündigte Weber an, künftig Ergebnisse nicht mehr häppchenweise zu publizieren, da dies unnötig Druck auf Beschuldigte ausübe. Außerdem werde er sie zukünftig mit den Ergebnissen vor der Publikation konfrontieren.[24]  Die Universität Salzburg stellte im April 2024 das Verfahren mit der Begründung ein, „relevantes wissenschaftliches Fehlverhalten“ sei nicht festzustellen gewesen. Sie folgte hierin dem Gutachten ihrer Kommission zur Sicherung guter wissenschaftlicher Praxis.[103][104]
- Mario Voigt: Zweieinhalb Wochen vor der Landtagswahl in Thüringen am 1. September 2024 erhob Weber Plagiatsvorwürfe gegen Mario Voigt, den Spitzenkandidaten der CDU und späteren Ministerpräsidenten. Voigt, seit 2017 Professor für Digitale Transformation und Politik an der privaten Quadriga Hochschule Berlin, habe in seiner 2010 veröffentlichten Dissertation Der amerikanische Präsidentschaftswahlkampf. George W. Bush gegen John F. Kerry an der TU Chemnitz umfangreich plagiiert.[105] Weber erneuerte seine Vorwürfe vier Tage vor der Landtagswahl.[106]
- Kamala Harris: Im Oktober 2024 beschuldigte Weber die demokratische Kandidatin für die amerikanische Präsidentschaftswahl 2024 Kamala Harris drei Wochen vor dem Wahltermin, für ihr als damalige Bezirksstaatsanwältin 2009 verfasstes Buch „Smart on Crime“ einen Abschnitt aus einem Wikipedia-Artikel plagiiert und offensichtlich auch eine Kindheitsgeschichte gefälscht zu haben, die sie von Martin Luther King „ausgeliehen“ habe. Der amerikanische Plagiatsforscher Jonathan Bailey stufte die Vorwürfe als „nicht ernsthaft“ ein, es sei als Fehler einzuordnen, eine Absicht zum Betrügen bestehe nach Ansicht Baileys nicht.[107]
- Robert Habeck: 2024/2025 erhob Weber Plagiatsvorwürfe gegen Robert Habeck, die zwei Wochen vor der Bundestagswahl 2025 öffentlich wurden. Habeck war vorab über die Vorwürfe informiert worden und hatte sie von seiner Universität Hamburg überprüfen lassen. Diese kam zu dem Ergebnis, dass ihm außer einigen Ungenauigkeiten nichts vorzuwerfen sei.[108]

Neben diversen Plagiatsvorwürfen führt Weber eine sogenannte „Whitelist“ mit Politikern, deren Arbeiten nach Prüfung keine Plagiate zu Tage gebracht haben, darunter Werner Kogler, Sigrid Maurer, Margarete Schramböck, Karl Nehammer und Gernot Blümel.

## Kritik
Webers Doktorvater Peter Bruck schrieb 2007 im Standard, Weber habe zwar Missbräuche an österreichischen Universitäten mit Intelligenz und Beharrlichkeit aufgedeckt, sich jedoch in einigen Fällen durch Erzeugung eines „Medien-Halali“ vom Spürhund zum Jäger und vom Jäger zum Richter gewandelt. Das sei illegitim. Hermann Horstkotte hielt diese Kritik in der Zeit für zu weitgehend, da letztlich Hochschulen und Gerichte und nicht Privatpersonen über eine Titelaberkennung entscheiden würden. Der VroniPlag-Mitarbeiter Gerhard Dannemann attestiert Weber gründliche Arbeit, auch wenn er an einigen Stellen zu penibel arbeite. Einige andere Mitarbeiter von VroniPlag kritisierten Webers Art, Funde früh und unter möglichst großer medialer Aufmerksamkeit zu veröffentlichen. Weber selbst bezeichnet sich als „cholerisch“ und „in der Sache ein Getriebener“.
Im Jahr 2021 wurde Weber von Florian Klenk, Chefredakteur des Falter, kritisiert, weil Weber laut Klenk von diesem vertrauliche Dokumente unter Vorspiegelung falscher Tatsachen und unter Zusicherung von Vertraulichkeit erhalten habe, die dann auf der weit rechten Plattform eXXpress publiziert wurden.
Infolge der Affäre um Alexandra Föderl-Schmid erschienen im Februar 2024 zahlreiche Kommentare und ausführliche Reportagen zu Weber, etwa im Profil und im Spiegel, die sich kritisch mit Verhaltensweisen Webers, die Rede ist unter anderem von persönlichen Beschimpfungen, sowie den Motiven seiner Arbeit auseinandersetzen.
Silvia Ettl-Huber, frühere Kommilitonin von Weber und Föderl-Schmid und Professorin am Department für Wirtschaftsstudiengänge an der FH Burgenland, schrieb im Standard, man habe sich an den Universitäten „zu lange unkollegial gegenüber den Betreuenden der geschmähten Arbeiten weggeduckt, um nicht ins Visier des sogenannten Plagiatsjägers zu geraten.“ Sie forderte eine offiziell ernannte mehrköpfige Plagiatskommission einzurichten, die Vorwürfe im Mehraugenprinzip prüft, bevor Medien involviert werden.
Webers Geschäftsmodell sah sich Kritik ausgesetzt. Laut einem Bericht der Neuen Zürcher Zeitung sagt er selbst, dass sein Geschäft auf Grund der Annahme zumeist anonymer Prüfungsaufträge manchmal nicht nur sauber sei, er selbst spreche von „bezahltem Anpinkeln“. Als der Kurier in diesem Zusammenhang den Begriff Pinscher verwendete, legte Weber erfolglos Beschwerde beim Presserat ein. Einige Medien bezeichneten Weber als „Kopfgeldjäger“.

## Verurteilung wegen übler Nachrede
Im Mai und Juni 2024 fand eine Verhandlung am Landesgericht Salzburg in der Causa Oliver Vitouch gegen Weber statt. Der Strafprozess wegen übler Nachrede nach § 6 des Österreichischen Mediengesetzes führte zu einer erstinstanzlichen Verurteilung Webers.
Im Februar 2025 wurde Stefan Weber in zweiter Instanz vom Oberlandesgericht Linz wegen übler Nachrede zu einer Entschädigungszahlung in Höhe von 4.000 Euro, zur Urteilsveröffentlichung und zur Übernahme der Verfahrenskosten verurteilt. Das Gericht bestätigte damit die Entscheidung des Landesgerichts Salzburg. Anlass des Verfahrens waren Aussagen Webers über den damaligen Rektor der Universität Klagenfurt, Oliver Vitouch. In einem Blog-Beitrag im Januar 2024 hatte Weber die Entlassung zweier Universitätsprofessorinnen in den Jahren 2015 und 2017 thematisiert und dabei den Vorwurf erhoben, die Maßnahmen könnten eine „Machtdemonstration“ des Rektors gewesen sein. Die Aussagen wurden vom Gericht als ehrverletzend eingestuft. Webers Behauptungen, die Entlassenen seien aus niedrigen Motiven „finanziell, reputatorisch, geistig und körperlich von Vitouch ein Leben lang ruiniert worden“ und Vitouch hätte sie über Jahre hindurch „beharrlich verfolgt“, wurden von Vitouch und seiner Anwältin Maria Windhager als diffamierend bzw. unwahr zurückgewiesen. Vitouch bezeichnete die Vorwürfe als „unzumutbare Salve von Unwahrheiten und Anschuldigungen“. Das Urteil ist rechtskräftig.

## Veröffentlichungen
Monographien:

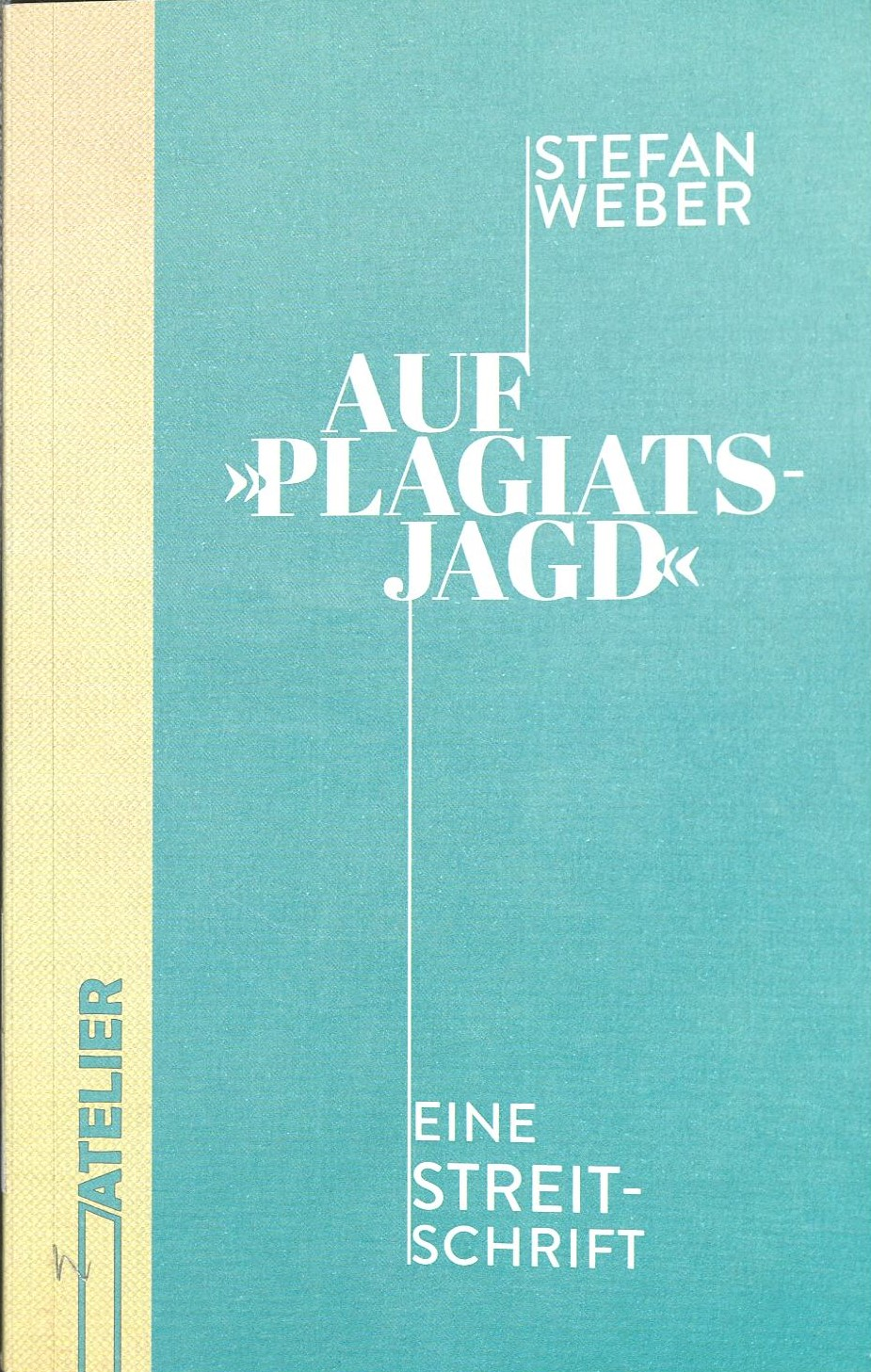
Auf „Plagiatsjagd“ (2023)

- Nachrichtenkonstruktion im Boulevardmedium. Die Wirklichkeit der „Kronen Zeitung“. Passagen Verlag, Wien, 1995, ISBN 3-85165-163-4.
- Die Dualisierung des Erkennens. Zu Konstruktivismus, Neurophilosophie und Medientheorie. Passagen Verlag, Wien 1996, ISBN 3-85165-245-2.
- Wie journalistische Wirklichkeiten entstehen (= Schriftenreihe des Kuratoriums für Journalistenausbildung. Band 15). Salzburg 1999.
- Was steuert Journalismus? Ein System zwischen Selbstreferenz und Fremdsteuerung. UVK Medien Verlag, Konstanz 2000, ISBN 3-89669-293-3.
- Medien – Systeme – Netze. Elemente einer Theorie der Cyber-Netzwerke. Transcript Verlag, Bielefeld 2001, ISBN 3-933127-77-7.
- Non-dualistische Medientheorie. Eine philosophische Grundlegung. UVK Verlag, Konstanz 2005, ISBN 3-89669-474-X.
- So arbeiten Österreichs Journalisten für Zeitungen und Zeitschriften (= Schriftenreihe des Kuratoriums für Journalistenausbildung. Band 18). Salzburg 2006 (Onlinefassung [PDF; 1,8 MB]).
- Das Google-Copy-Paste-Syndrom. Wie Netzplagiate Ausbildung und Wissen gefährden. Heise (Reihe „Telepolis“) bei dpunkt Verlag, Hannover/Heidelberg 2007; 2., überarbeitete Auflage ebenda 2009, ISBN 3-936931-37-2.
- Die Medialisierungsfalle. Kritik des digitalen Zeitgeists. Edition Va Bene (Reihe „Eine Analyse“), Wien/Klosterneuburg 2008, ISBN 3-85167-209-7.
- Roboterjournalismus, Chatbots & Co.: Wie Algorithmen Inhalte produzieren und unser Denken beeinflussen. Heise Medien (Reihe „Telepolis“) bei dpunkt Verlag, Hannover 2018, ISBN 978-3-95788-104-5.
- Radikaler Lingualismus. Von Wittgenstein zu Mitterer und einer neuen Philosophie. Velbrück Wissenschaft, Weilerswist 2022, ISBN 978-3-95832-315-5.
- Auf „Plagiatsjagd“. Eine Streitschrift. Vorwort Peter Hilpold. Edition Atelier, Wien 2023, ISBN 978-3-99065-102-5.
- Wissenschaftlichen Textbetrug erkennen. Plagiate | Ghostwriting | KI. Vorwort Roland Schimmel. Edition Tandem, Salzburg 2024, ISBN 978-3-903516-13-7.
- Sprache, Mensch, Universum. Radikaler Lingualismus 2. Velbrück Wissenschaft, Weilerswist 2025, ISBN 978-3-95832-406-0.

Herausgeberschaften:
- Was konstruiert Kunst? Kunst an der Schnittstelle von Konstruktivismus, Systemtheorie und Distinktionstheorie (Passagen Verlag, Wien, 1999), ISBN 3-85165-357-2
- Theorien der Medien. Von der Kulturkritik bis zum Konstruktivismus (UVK Verlag bei UTB, Konstanz, 2003; 2., überarbeitete Auflage 2010), ISBN 3-8252-2424-4
- gemeinsam mit Alexander Riegler (Hrsg.): The Non-dualizing Philosophy of Josef Mitterer. 2008, ISSN 1782-348X (Übersicht über die Onlinefassung, zugänglich nach Anmeldung).
- Die Dritte Philosophie. Kritische Beiträge zu Josef Mitterers Non-Dualismus (Velbrück Wissenschaft, Weilerswist, 2010, gemeinsam mit Alexander Riegler; 2., unveränderte Auflage 2011), ISBN 3-938808-88-8
- gemeinsam mit Alexander Riegler (Hrsg.): Non-dualism: A Conceptual Revision? 2013, ISSN 1782-348X (Übersicht über die Onlinefassung, zugänglich nach Anmeldung).